# جولای کلاه‌زرد
جولای کلاه‌زرد (نام علمی: Ploceus dorsomaculatus) نام یک گونه از سرده جولاها است.